# Coelioxys lativalva
Coelioxys lativalva là một loài Hymenoptera trong họ Megachilidae. Loài này được Holmberg mô tả khoa học năm 1903.